# Futsal Club Siemianowice Śląskie
Futsal Club Siemianowice Śląskie – niestniejący klub futsalowy, który swoją siedzibę miał w Siemianowicach Śląskich. 

## Historia
Początki klubu datuje się na 1996 rok, kiedy powstał klub o nazwie Zryw Siemianowice Śląskie, który grał bez większych sukcesów w Siemianowickiej Lidze Halowej. Następnie przemianowano klub na "Orange Computers" i zapisano go do Katowickiej Ligi Halowej. W 1997 nazwa klubu po raz kolejny uległa zmianie. W tym samym roku siemianowickiej drużynie udało się odnieść pierwszy poważny sukces – Timemaster Siemianowice wygrał Siemianowicką oraz Katowicką Ligę Halową i Puchar Prezydenta Katowic. W 2000 zespół zwyciężył w SLH, zajął drugie miejsce w KLH oraz wygrał jej puchar.
W sezonie 2001/02 postanowiono zgłosić klub do II ligi ogólnopolskiej, skąd awansował z I miejsca do pierwszej ligi. Rok w I lidze nie był jednak dla klubu udany i Timemaster po przegranych barażach z Holidayem Chojnice spadł do II ligi. W grudniu 2002 klub zajął trzecie miejsce w Młodzieżowych Mistrzostwach Polski.
Od września 2003 r. drużyna zmieniła nazwę na Inpuls Siemianowice Śląskie i zarazem w sezonie 2003/2004 po wygranych barażach z CUPRUM Polkowice, który zapewnił powrót do najwyższej klasy rozgrywkowej, w grudniu 2003 r. zajęła 6. miejsce na Mistrzostwach Młodzieżowych Polski – Nowa Ruda.
W sezonie 2005-2006 drużyna ta zdobyła 3. miejsce w najwyższej klasie rozgrywkowej. W sezonie 2006/2007 nazwa klubu zmieniła się na tę, która istnieje do dzisiaj, czyli Inpuls-Alpol Siemianowice Śląskie. Drużyna zajęła 6. miejsce w Ogólnopolskiej I Lidze Futsalu. W sezonie 2007/2008 rozpoczęła się modernizacja hali (mecze rozgrywano w Chorzowie), Inpuls-Alpol zajął 11 pozycję, spadając z Ogólnopolskiej I Ligi Futsalu.
W sezonie 2008/2009 klub z powodu modernizacji hali rozgrywał swoje mecze w Chorzowie, Dąbrowie Górniczej i Piekarach Śląskich. Zajął 6 pozycje w Ogólnopolskiej Lidze Futsalu grupie I (Dawna II liga). W sezonie 2009/2010 zespół wrócił do Michałkowic po modernizacji hali i zajął 5 pozycje w Ogólnopolskiej I Lidze Futsalu grupie I.
Dzięki reorganizacji Ekstraklasy i kłopotom kilku klubów z uzyskaniem licencji, klubowi udało się awansować do Ekstraklasy, w której rozpoczął sezon 2011/12. W międzyczasie zmieniono nazwę na Futsal Club Siemianowice Śląskie. W styczniu 2012 z powodów finansowych klub wycofał się z rozgrywek ekstraklasy futsalu.

### Nazwy
- 1996 Zryw Siemianowice Śląskie
- 1996 Orange Computers'
- 1997 Timemaster Siemianowice Śląskie
- 2003 Inpuls Siemianowice Śląskie
- 2006 Inpuls-Alpol Siemianowice Śląskie
- 2011 Futsal Club Siemianowice Śląskie

## Aktualny skład
| Nr | Poz.          | Piłkarz                   |
| -- | ------------- | ------------------------- |
| 1  | {{{pozycja}}} | Mateusz Tomel (BR)        |
| 12 | {{{pozycja}}} | Aleksander Waszka (BR)    |
| 22 | {{{pozycja}}} | Janusz Potempa (BR)       |
| 21 | {{{pozycja}}} | Sławomir Pękala (kapitan) |
| 4  | {{{pozycja}}} | Tomasz Ziaja              |
| 19 | {{{pozycja}}} | Mariusz Seget             |
| 23 | {{{pozycja}}} | Marek Cierpioł            |

| Nr | Poz.          | Piłkarz           |
| -- | ------------- | ----------------- |
| 10 | {{{pozycja}}} | Tomasz Rabczak    |
| 13 | {{{pozycja}}} | Michał Włodarek   |
| 8  | {{{pozycja}}} | Łukasz Jagiełło   |
| 3  | {{{pozycja}}} | Mirosław Miozga   |
| 5  | {{{pozycja}}} | Artur Zygarski    |
| 11 | {{{pozycja}}} | Kamil Myśliwiec   |
| 20 | {{{pozycja}}} | Mateusz Kordaczka |
| 14 | {{{pozycja}}} | Daniel Nowak      |

### Sztab szkoleniowy
- Trener:Adam Gniozdorz
- II Trener: Marcin Nowacki
- Fizjoterapeuta: Marcin Kowal

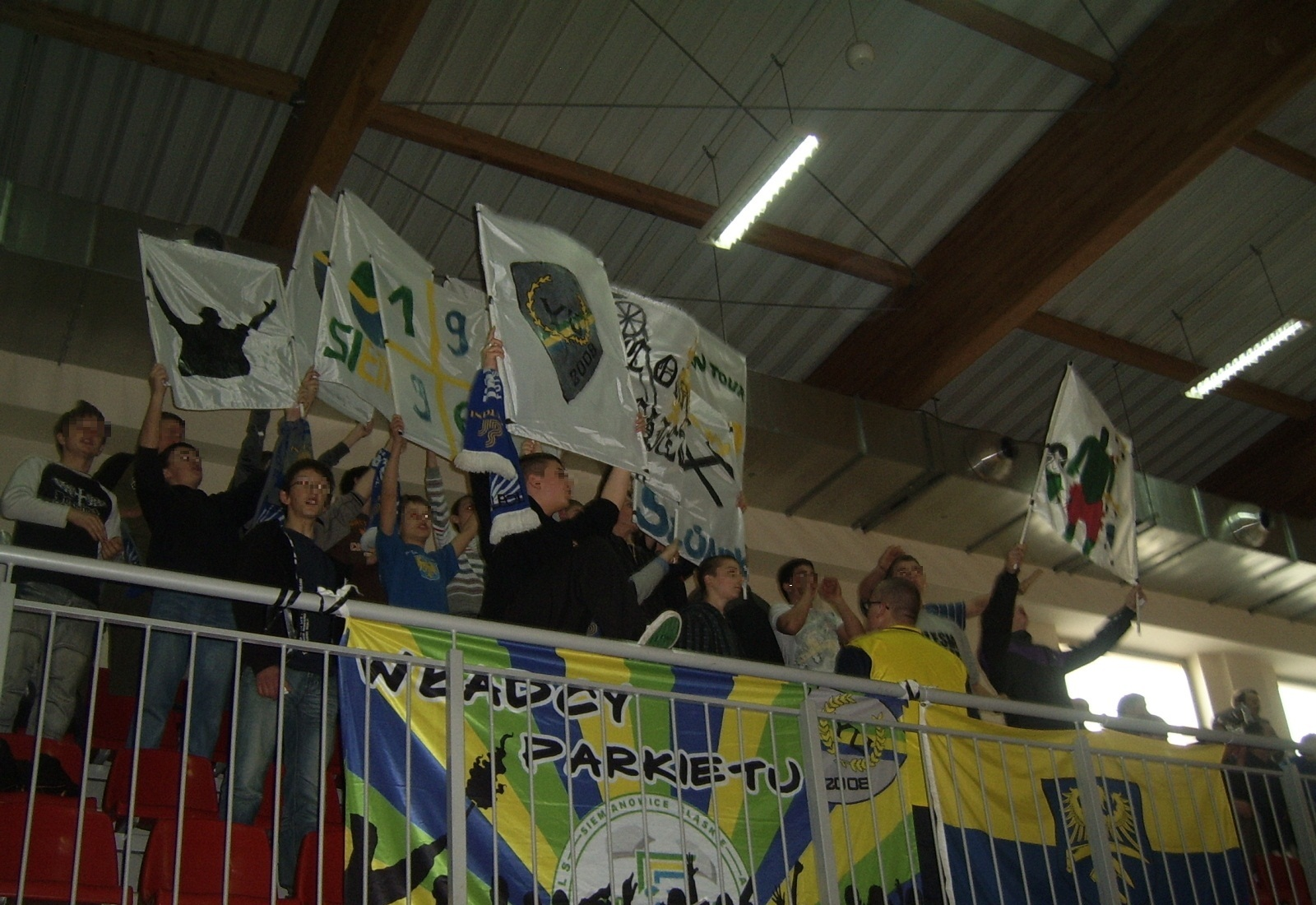
Kibice Inpulsu-Alpolu podczas meczu z Remedium Pyskowice w Pyskowicach

- Kierownik drużyny: Waldemar Malota

## Kibice
Początki kibicowania michałkowickiemu klubowi sięgają 2005 roku, kiedy to kilkunastu Siemianowiczan zawiązało nieformalną grupkę Oficial Inpuls-Alpol Siemianowice Ultras Group. Dopingowali oni piłkarzy na meczach u siebie, często też zjawiali się na meczach wyjazdowych. Działalność OIASUG została zakończona w 2007. Już rok później utworzone zostało Young Ultras '08. Oficjalny debiut grupy miał miejsce 10 października 2009, w meczu czwartej kolejki I ligi, kiedy to Inpuls-Alpol grał mecz z Rodakowskim Tychy. YU'08 jest tworzone przez kilkudziesięciu kibiców, którzy śpiewem oraz oprawami dopingują siemianowicki klub zarówno w meczach u siebie, jak i poza Siemianowicami. Dotychczasowy rekord frekwencji na meczu wyjazdowym wynosi 26 osób. Padł on podczas meczu z Remedium Pyskowice 28 marca 2010.